# Camponotus desantii
Camponotus desantii é uma espécie de inseto do gênero Camponotus, pertencente à família Formicidae.